# Vitali Braun

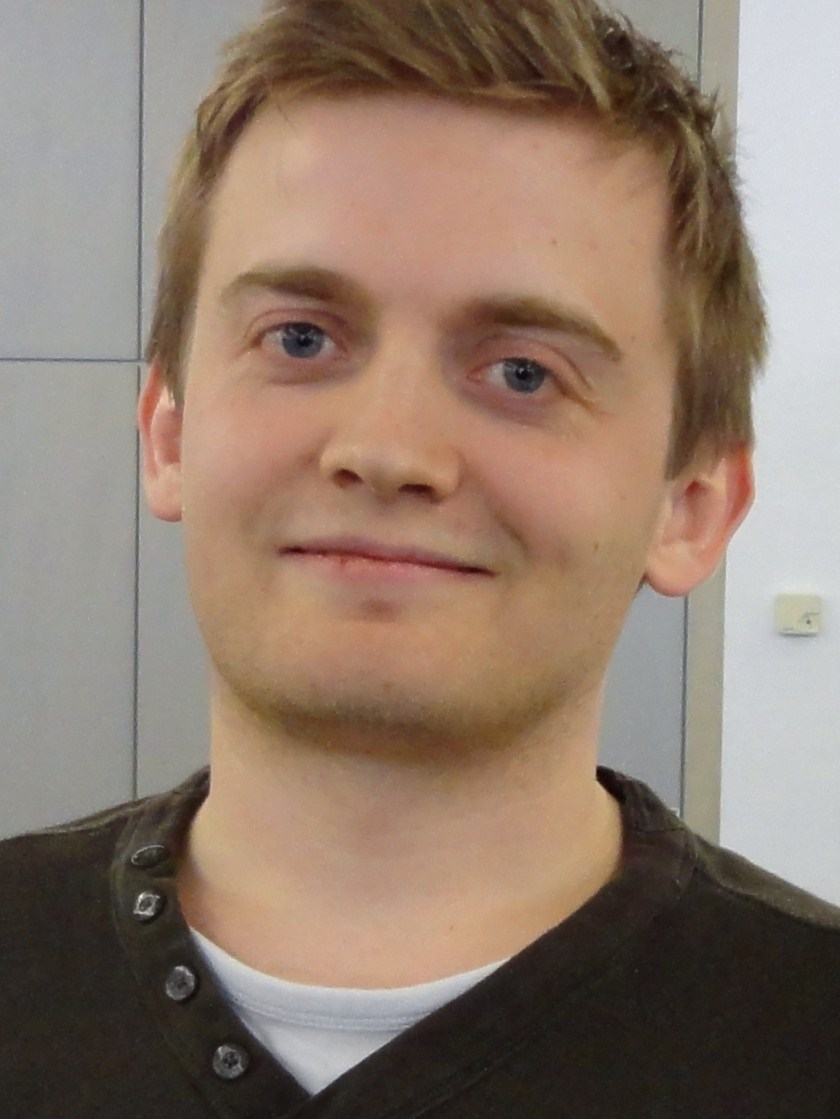
Vitali Braun, Halle 2012

Vitali Braun (* 10. September 1984) ist ein deutscher Schachspieler und Weltraumforscher. Er war 2012 Dähne-Pokal-Sieger.

## Schach
Vitali Braun nahm im Jahr 2002 an der deutschen Jugendeinzelmeisterschaft U18 in Winterberg teil.
Er spielte bei den 28. Dortmunder Schachtagen 2000 im Open B der Dortmunder Schachtage, sowie 2001 im Open A. Er nahm an der Deutschen Meisterschaft 2005 U25 teil. Beim ZMD-Open 2008 in Dresden holte er 6½ Punkte aus 9 Partien.
Außerdem war er bei der 84. Deutschen Schacheinzelmeisterschaft 2013 in Saarbrücken erfolgreich.

### Mannschaftskämpfe
Er spielte Mannschaftsschach in Ostwestfalen-Ligen, NRW-Ligen, sowie in der NRW-Klasse und Oberliga-Nord.
An der Deutschen Pokal-Mannschaftsmeisterschaft 2013 nahm er teil und holte zwei Punkte aus drei Partien.

### Sonstiges
Er ist FIDE-Meister und Mitglied im Verein SK 1980 Gernsheim. Seine höchste Elo-Zahl war 2403 (Juli 2013).